# Ефтим Андонов
Ефтим (Евтим) Андонов (Антонов) е български скулптор.

## Биография
Роден е на 16 април 1885 година в кумановското село Градище, Османската империя. Завършва Държавното рисувално училище и на 15 септември 1910 година се записва в отдела по скулптора на Художествено-индустриалното училище в София. В 1911 - 1912 година изкарва две полугодия в художествените академии в Париж и Брюксел.
При избухването на Балканската война в 1912 година е доброволец в Македоно-одринското опълчение и служи в щаба на 2-а скопска дружина. Носител е на кръст „За храброст“ ІV степен
Андонов е талантлив скулптор творящ в натуралистичен стил.
Умира на 31 януари 1926 година в Русе.